# Andrew Fletcher
Andrew John Leonard "Andy" Fletcher (født 8. juli 1961 i Nottingham, død 26. maj 2022), også kendt som "Fletch", var en engelsk musiker, der var medstifter og medlem af electronica-bandet Depeche Mode.
Sammen med Vince Clarke, Martin Gore og Dave Gahan grundlagde han i 1980 bandet, hvor han selv hovedsageligt har været keyboardspiller, men også har varetaget en række andre funktioner. Fletchers rolle i bandet har altid været en smule diffust, og været genstand for megen spekulation i medierne. Således skrev musikmagasinet Rolling Stone i 2005 om hver af medlemmernes rolle: "Martin Gore skriver sangene, Dave Gahan synger dem, mens Andrew Fletcher stiller op til fotografering og indløser checkene."
Som soloprojekt etablerede han i 2002 pladeselskabet Toast Hawaii.